# Capilla de la Reconciliación

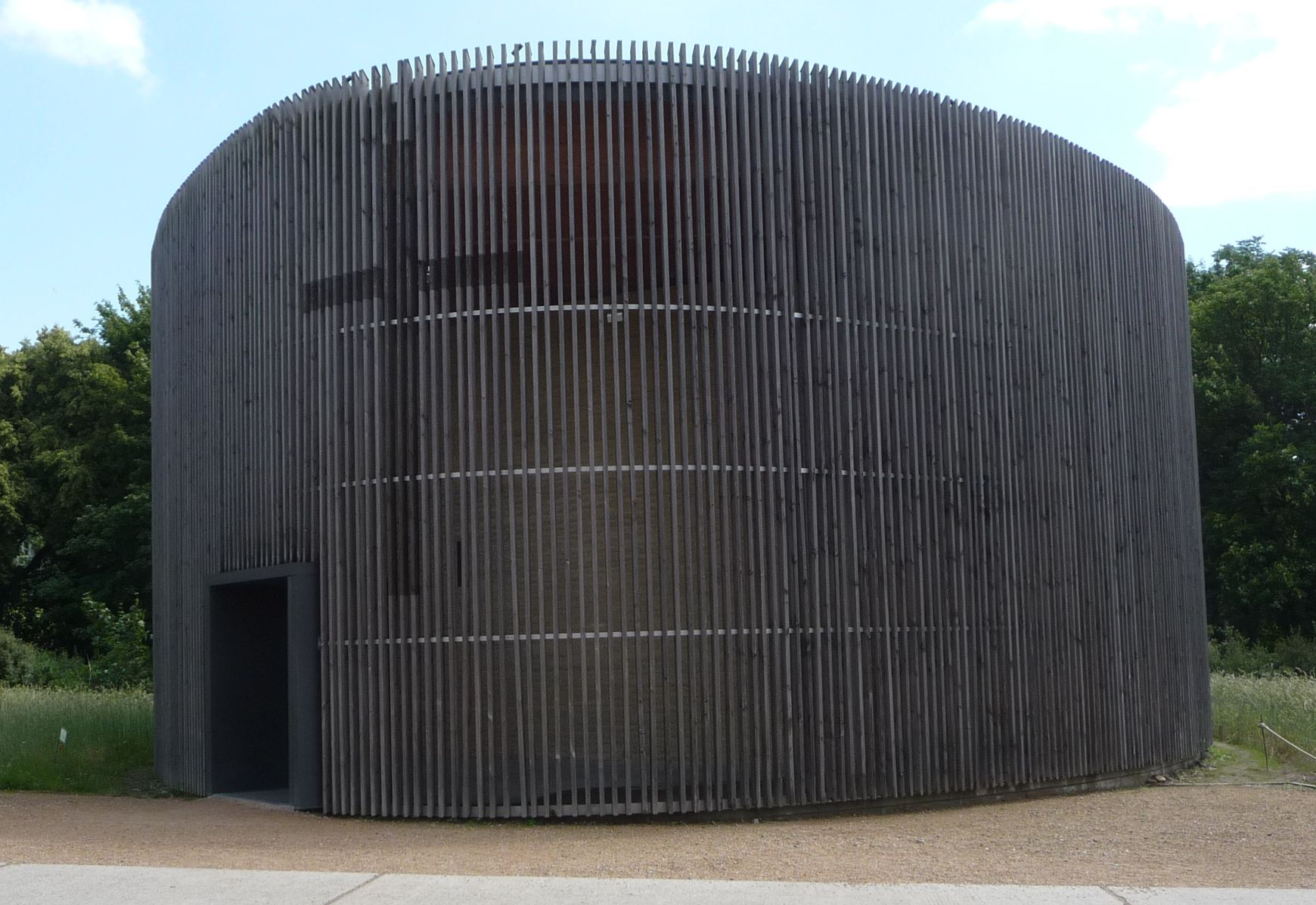
La Capilla de la Reconciliación actual.

La Capilla de Reconciliación (en alemán: Kapelle der Versöhnung) es un lugar de culto en Berlín, Alemania. Se encuentra en el sitio de la antigua Iglesia de la Reconciliación (de) (en alemán: Versöhnungskirche), en Bernauer Strasse en el distrito de Mitte. 

## Historia
La iglesia fue terminada en 1894 como un imponente edificio de ladrillo por el arquitecto Gotthilf Ludwig Möckel, en el estilo renacentista gótico. Recibió algunos daños en la Segunda Guerra Mundial y todavía tenía una bomba estadounidense desactivada en el sótano descubierta durante su reconstrucción en 1999, pero la iglesia sobrevivió a la guerra.
Con el Muro de Berlín en 1945, el edificio de la iglesia se encontró en el sector soviético, con la mayoría del feligreses en el sector francés. Esto significó que cuándo se construyó el Muro de Berlín en 1961,  corría directamente frente de la iglesia en su lado occidental y detrás él en el lado oriental, impidiendo acceso a todos, excepto los guardias de frontera, que usaban la torre como un correo de observación.
El edificio de iglesia fue destruido en 1985 para 'aumentar la seguridad, orden y limpieza en la frontera estatal con Berlín Occidental' según la justificación oficial del gobierno de la República Democrática Alemana (RDA). La cruz en la torre se cayó de la iglesia cuándo fue volada y los miembros de la iglesia la ocultaron de los Soviéticos hasta el fin de la Guerra Fría. Cuatro años más tarde en 1989, cayo el Muro de Berlín

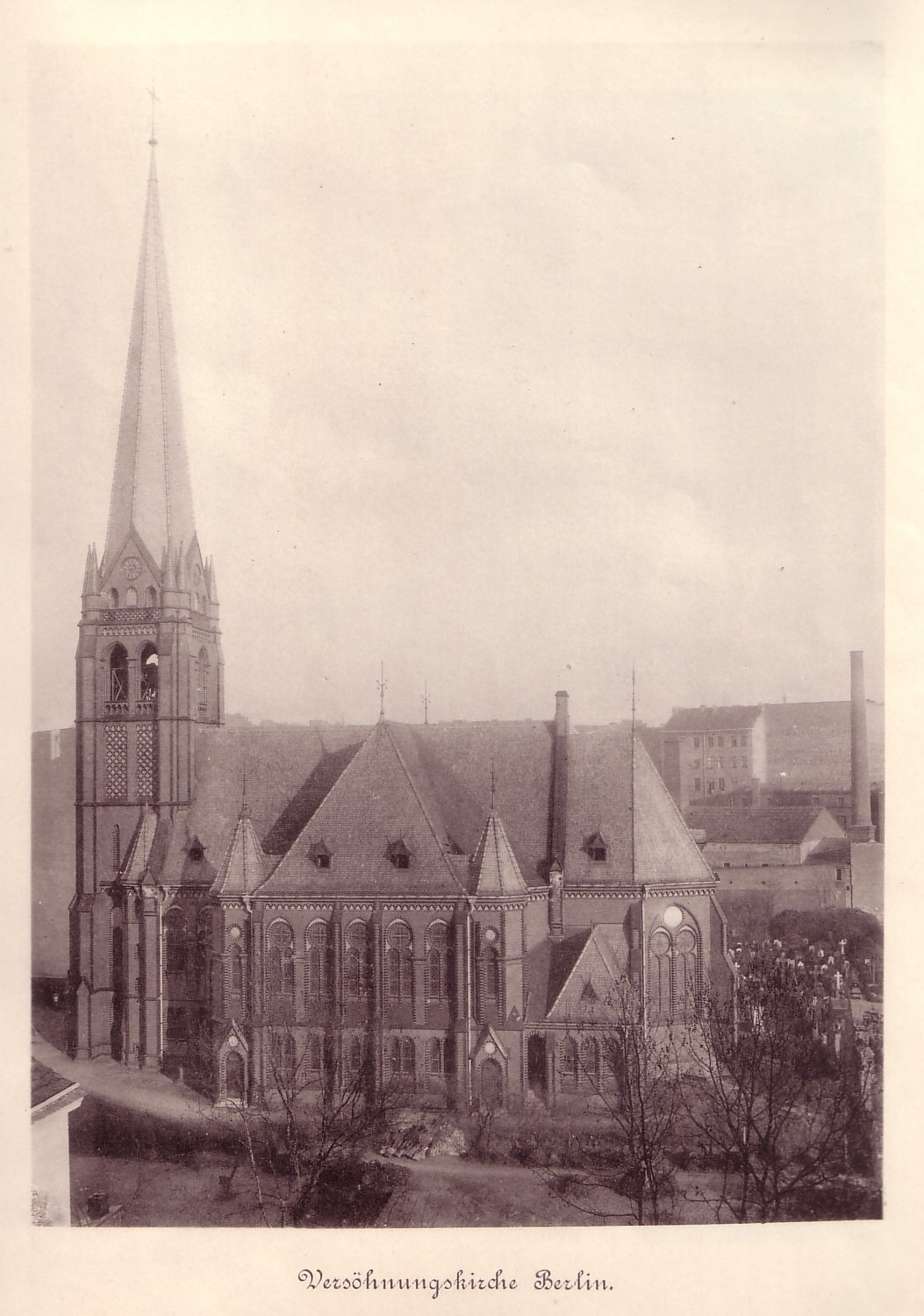
La Iglesia de la Reconciliación, fotografiada en 1899
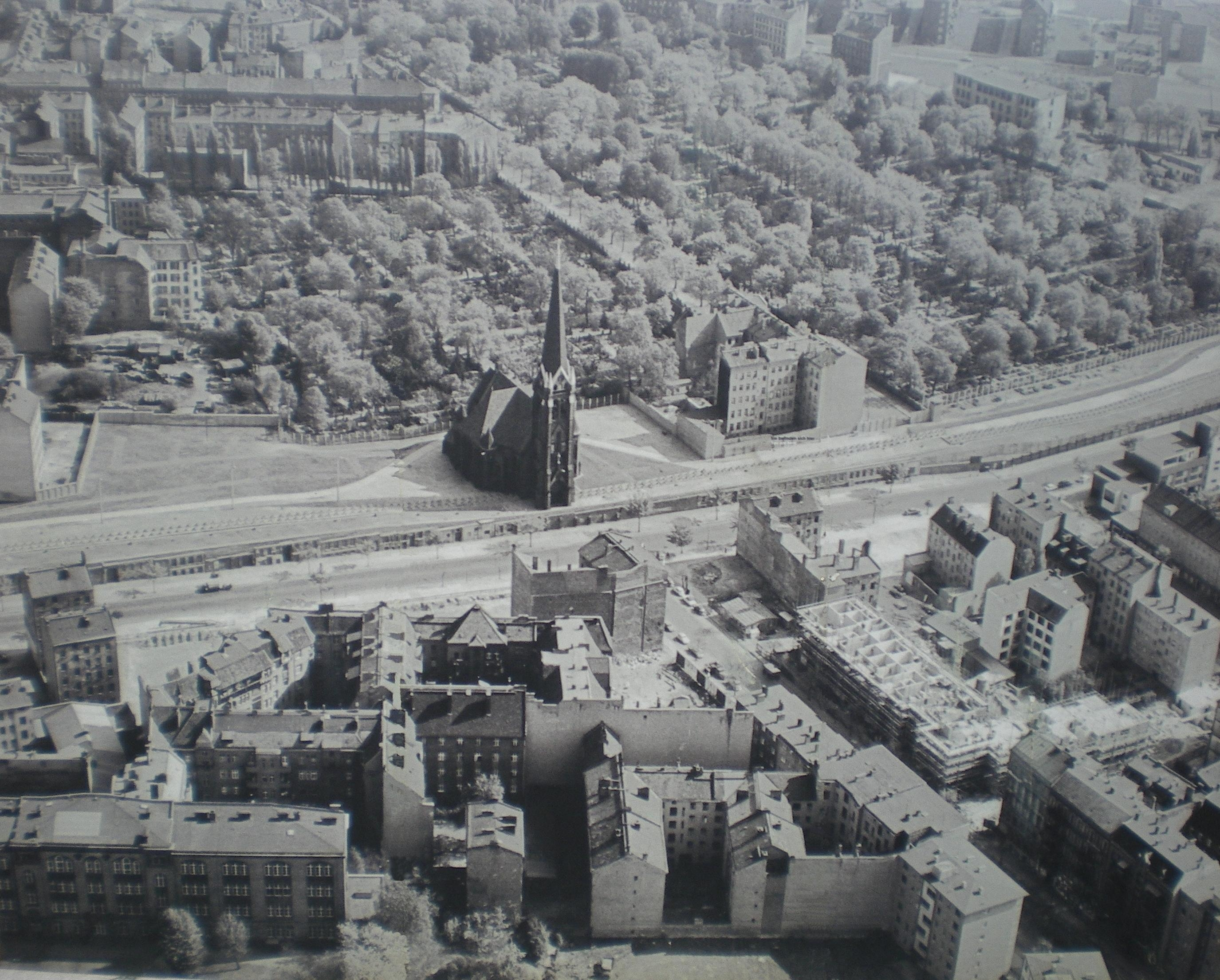
La Iglesia y la zona fronteriza: vista aérea, 1970
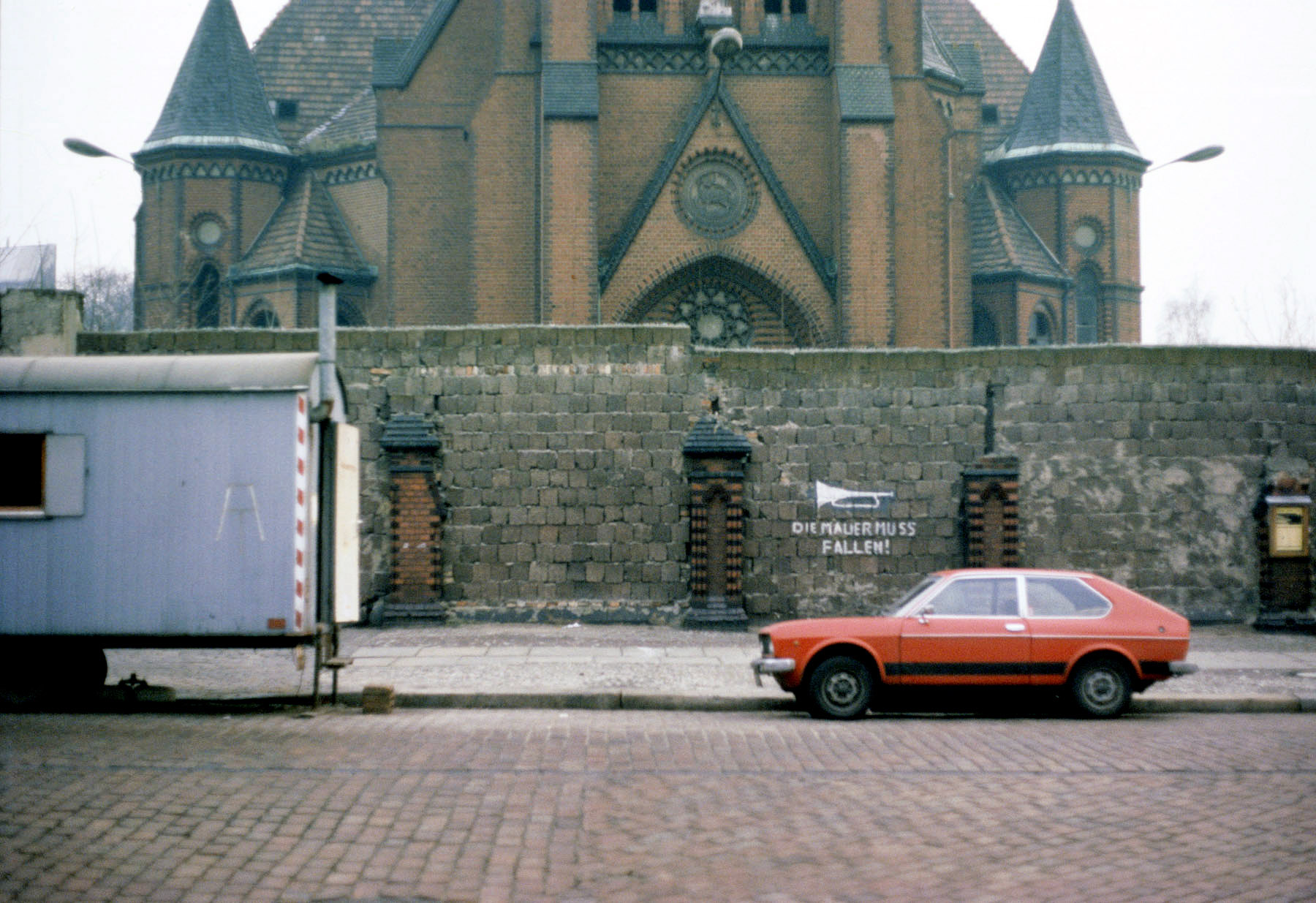
La Iglesia tal como apareció en 1978

## El proyecto de reconstrucción
En el verano de 1990 comenzó la remoción de las fortificaciones fronterizas, dejando la tierra donde una vez estuvo la Iglesia de la Reconciliación cubierta de pasto y arbustos. Si bien la tendencia general era deshacerse de la evidencia física de la división de Berlín, la Parroquia de la Reconciliación consideró el uso más adecuado para el sitio, de una manera que conmemoró su pasado mientras miraba hacia el futuro. El resultado fue la construcción de una capilla en el sitio; una construcción moderna que consideró las preocupaciones ecológicas e históricas así como las necesidades de sus feligreses.
Los arquitectos berlineses Rudolf Reitermann y Peter Sassenroth recibieron el encargo de diseñar la capilla. Se utilizaron columnas de madera para el muro ovalado exterior, que recrea la forma del antecesor de la capilla y el óvalo interior de la capilla está hecho de arcilla prensada y sigue la orientación habitual de este a oeste de las iglesias. La capilla fue construida en 1999 bajo la dirección del artista austríaco en arcilla Martin Rauch. Voluntarios de Open Houses (una organización benéfica alemana fundada en 1989 que se especializa en la conservación de monumentos históricos en peligro de extinción en el este de Alemania, con la ayuda de voluntarios extranjeros) vinieron de catorce países de Europa oriental y occidental para apoyar el proyecto de construcción. Para la construcción de los muros, se colocaron 30 cm de arcilla húmeda y luego se comprimieron 8 cm, dando fuerza a la estructura del muro. Dentro de la arcilla, se ven trozos de piedra e incluso vidrio y estos provienen de los escombros de la iglesia anterior. Es el primer edificio público construido en arcilla que se construyó en más de 150 años en Alemania y la primera iglesia alemana construida en arcilla. El 9 de noviembre de 2000, en el undécimo aniversario de la caída del Muro de Berlín, se consagró la Capilla de la Reconciliación.

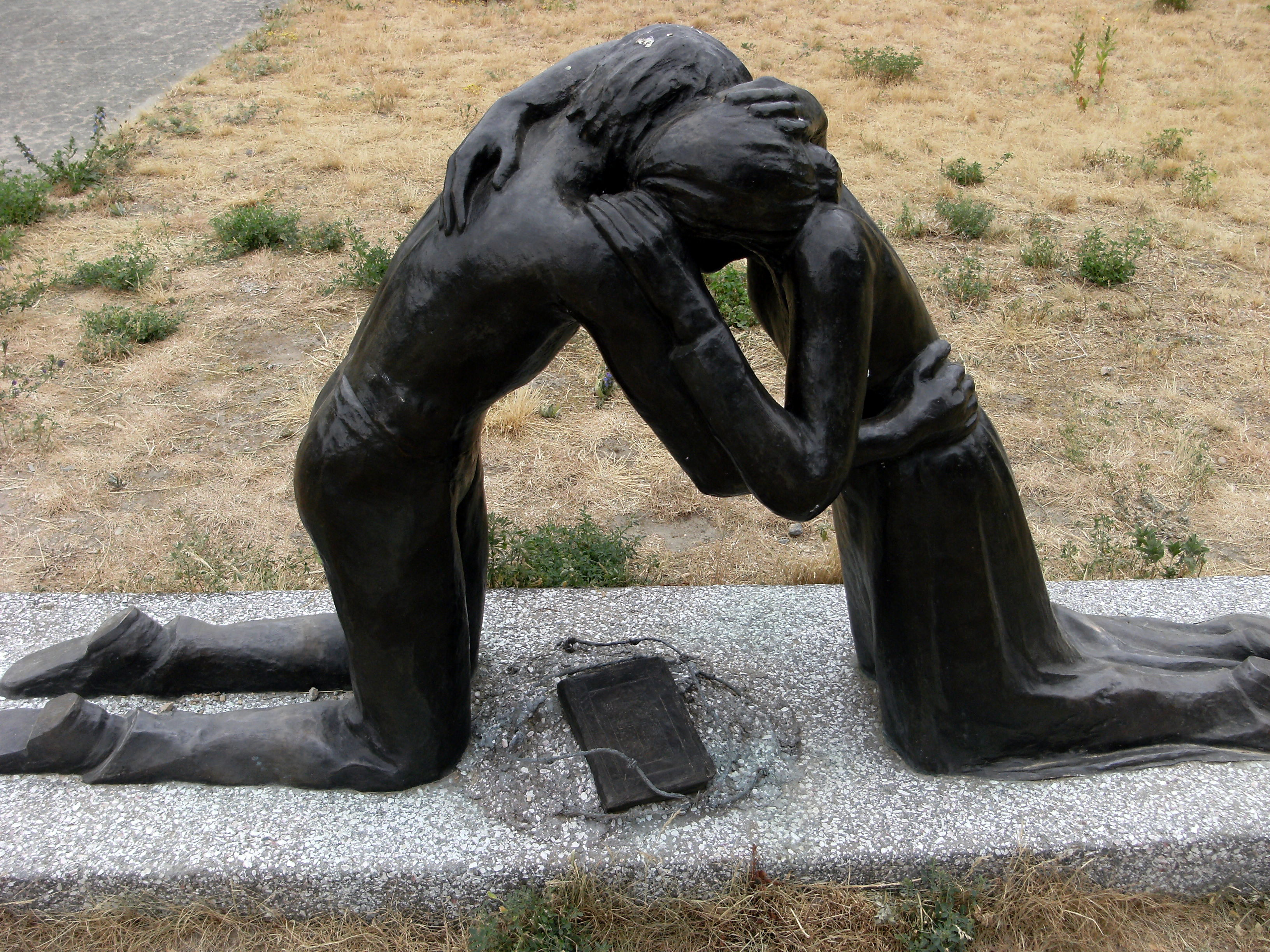
Estatua de la reconciliación

La capilla une la modernidad arquitectónica y ecológica con el recuerdo, erigiéndose como un triunfo frente a la destrucción de su predecesora. Sus funciones conmemorativas y de reconciliación son reconocidas porque la capilla forma parte de la Gedenkstaette Berliner Mauer (Monumento al Muro de Berlín) y está incluida en la Comunidad de la Cruz de Clavos de la Catedral de Coventry: un símbolo mundial de la reconciliación y la paz. La capilla también tiene una réplica de la Estatua de la Reconciliación de la Catedral de Coventry, un regalo de la Catedral que también se encuentra en Hiroshima y Belfast, también lugares que emergen de la destructividad de la guerra.
Después de ayudar con la construcción, Open Houses ha continuado su participación con la capilla. Cada año voluntarios del mundo trabajan en la capilla y ayudan la parroquia con su trabajo.

## Galería

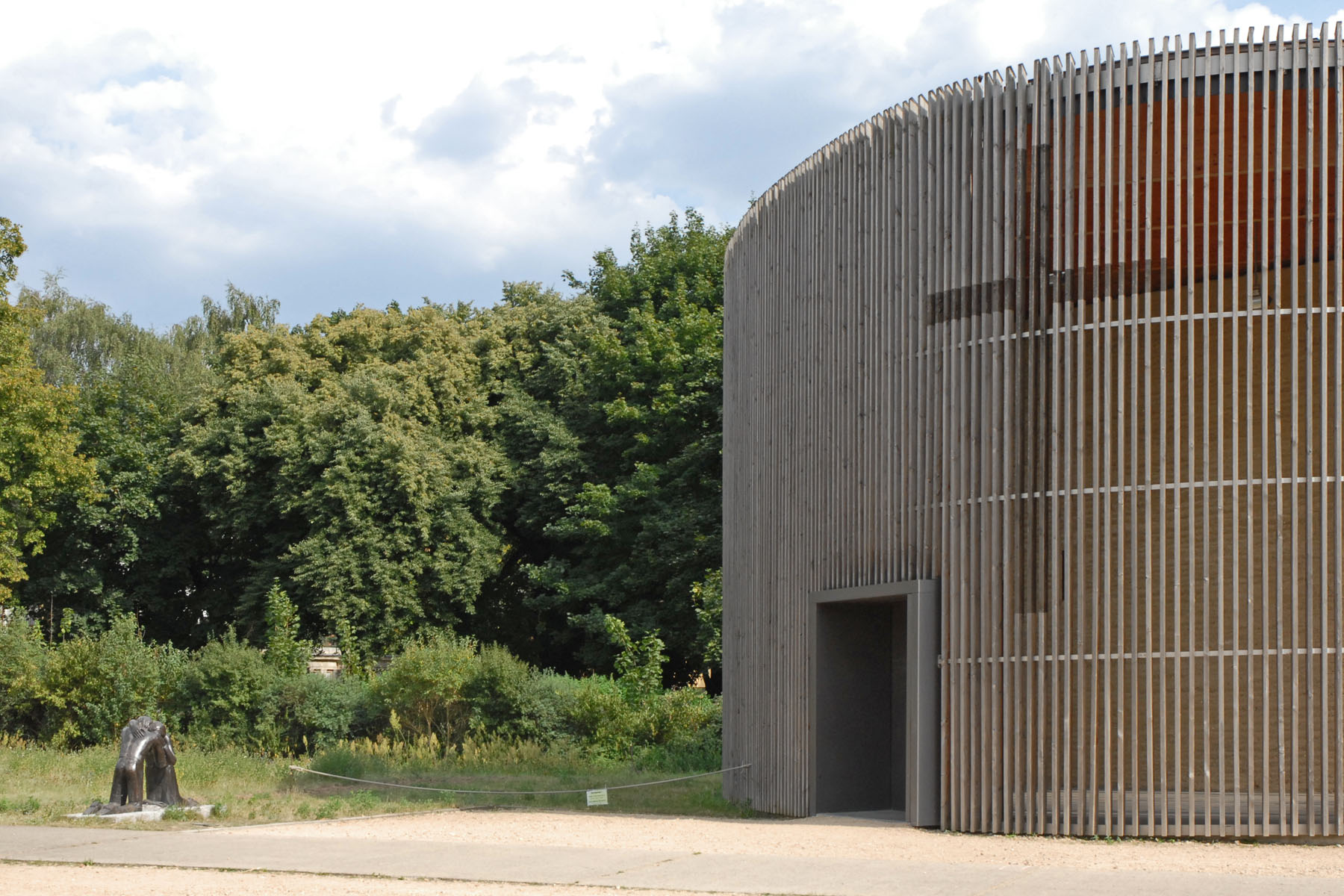
Exterior de la capilla
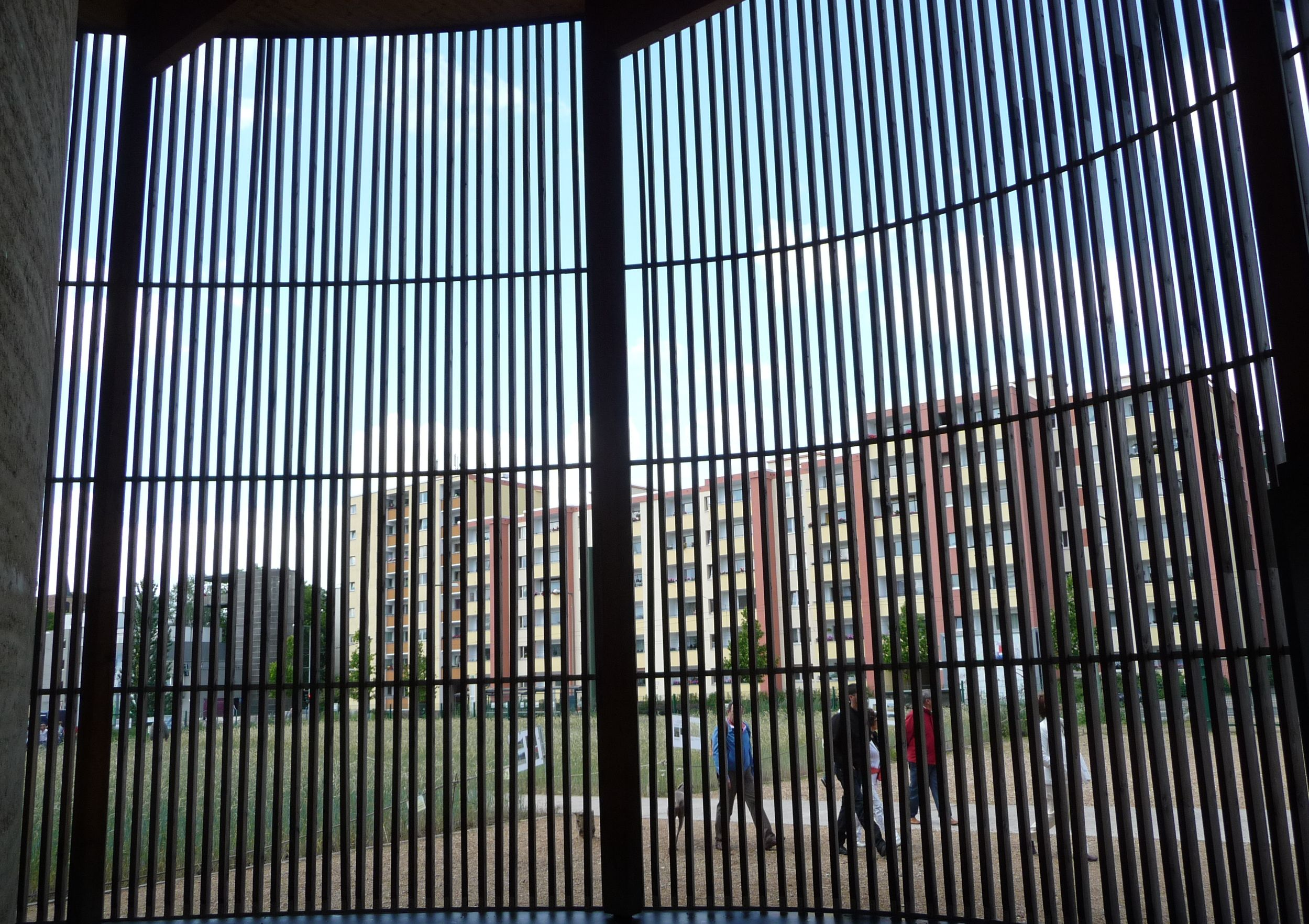
Vista desde el interior de la pared exterior de la capilla
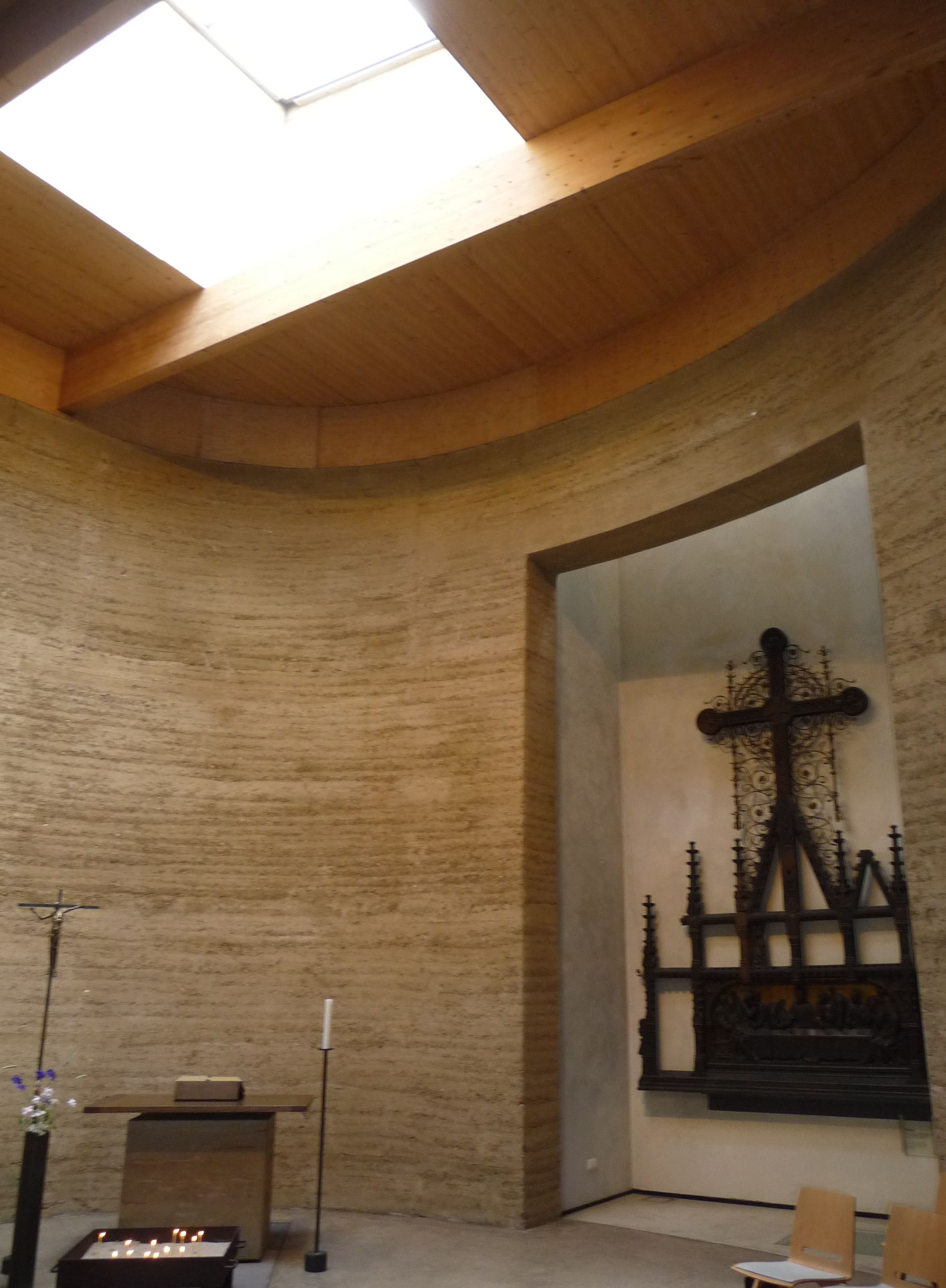
Interior de la capilla
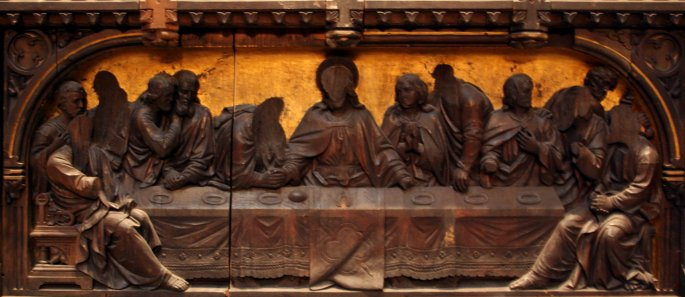
Detalle del retablo
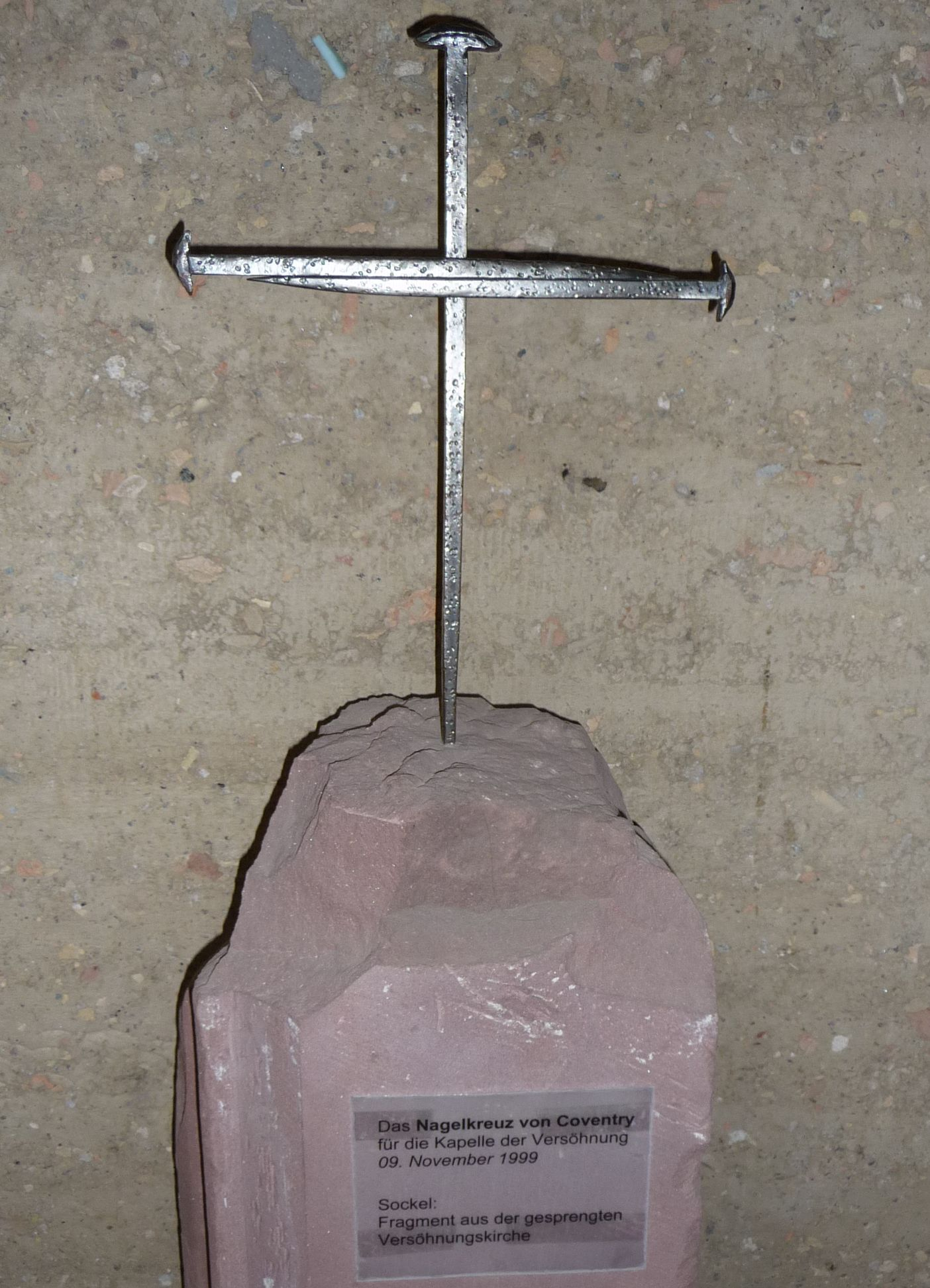
Réplica de la capilla de la cruz de clavos de Coventry